# Rantířov
Rantířov település Csehországban, a Jihlavai járásban. Rantířov Dvorce, Jihlava és Vyskytná nad Jihlavou településekkel határos. Lakosainak száma 462 fő (2024. január 1.).

## Népesség
A település lakosságának változását az alábbi diagram mutatja:
| Lakosok száma | 383  | 361  | 374  | 328  | 313  | 463  | 444  | 459  | 456  | 462  |
|               | 1869 | 1900 | 1921 | 1961 | 1980 | 2011 | 2016 | 2019 | 2021 | 2024 |